# アンブッシュ (原子力潜水艦)
アンブッシュ（HMS Ambush, S120）は、イギリス海軍の原子力潜水艦。アスチュート級原子力潜水艦の2番艦。艦名は「待ち伏せ」、「伏兵」を意味する名詞にちなむ。その名を持つ艦としてはアンフィオン級潜水艦8番艦（P418/S68）以来3隻目である。

## 艦歴
「アンブッシュ」は1997年3月にGCEマルコーニの造船部門マルコーニ・マリーン（現BAEシステムズ・サブマリンズ）に発注され、2003年10月22日にイングランドのバロー＝イン＝ファーネスで起工、2010年12月16日に「アンブッシュ」と命名されて、2011年1月6日に進水式が行われた。同年9月30日に潜水試験が実施され、2013年3月1日にスコットランドのクライド海軍基地で就役式典が行われた。
就役後も「アンブッシュ」は海上公試が引き続き行われ、2013年5月に工作艦ディリジェンスとの接岸試験を実施、同年8月に魚雷と巡航ミサイルの発射試験に成功した。
「アンブッシュ」は2014年10月、アメリカ合衆国のフロリダ州ポート・カナベラルに寄港後、ブラジルで開催された潜水艦部隊100周年記念式典に参加した。2015年4月には、ヨーロッパ最大規模の演習であるジョイント・ウォーリア演習に参加した。

### 事故
2016年7月20日、ジブラルタル海峡での演習において浮上中だった「アンブッシュ」はパナマ船籍の貨物船「アンドレアス」と衝突し、艦橋を激しく損傷した。
この事故で「アンブッシュ」の乗員に負傷者は出なかったが、艦の修理に210万UKポンドの経費と3か月の修理期間を要し、事故当時の艦長は過失により艦を危険にさらしたとして罪に問われた。